# Fatau Dauda
Abdul Fatawu Dauda (arabsky: عبد ال فاتو داودا) (* 6. dubna 1985 Obuasi) známý jako Fatau Dauda, je bývalý ghanský profesionální fotbalista, který naposledy hrál na pozici brankáře za klub Asante Kotoko SC.

## Klubová kariéra
Dauda začal svou fotbalovou kariéru v roce 2004 v klubu Okwawu United v Ghana Division 1 League a v roce 2006 podepsal smlouvu s klubem Ashanti Gold SC ve svém rodném městě Obuasi. Dauda byl členem All Star týmu ghanské Premier League 2007. Dne 5. července 2008 byl Dauda nominován na Brankáře roku 2008 v Ghaně.
Dauda se v roce 2013 přestěhoval do Jižní Afriky, kde hrál za Orlando Pirates. Jako náhradník za Senza Meyiwu odehrál pouze tři zápasy v Premier Soccer League a v následující sezóně klub opustil a přestoupil do Chippa United. Po pouhých dvou zápasech Dauda opustil klub poté, co nedostal zaplaceno.
1. října 2014 se Dauda vrátil do Ashanti Gold.
V prosinci 2016 se Dauda připojil k dvojnásobnému africkému šampionovi Enyimba International FC.

## Reprezentační kariéra
Dauda byl v národním týmu Ghany pro Africký pohár národů 2008 a také pro Africký pohár národů 2013.

## Kariérní statistiky

### Reprezentační
Platí k zápasu hranému 15. července 2019.
| Ghanská fotbalová reprezentace |        |      |
| Rok                            | Zápasy | Góly |
| 2008                           | 2      | 0    |
| 2009                           | 0      | 0    |
| 2010                           | 0      | 0    |
| 2011                           | 0      | 0    |
| 2012                           | 2      | 0    |
| 2013                           | 13     | 0    |
| 2014                           | 4      | 0    |
| 2015                           | 3      | 0    |
| 2016                           | 0      | 0    |
| 2017                           | 0      | 0    |
| 2018                           | 0      | 0    |
| 2019                           | 0      | 0    |
| 2020                           | 1      | 0    |
| Celkově                        | 25     | 0    |